# Dendrophorbium glaziovii
Dendrophorbium glaziovii là một loài thực vật có hoa trong họ Cúc. Loài này được (Baker) C.Jeffrey mô tả khoa học đầu tiên năm 1992.